# Refuge Mont-Blanc
Le refuge Mont-Blanc, en italien rifugio Monte Bianco, est un refuge de montagne d'Italie qui se trouve à 1 666 mètres d'altitude à l'entrée du val Vény, dans la localité de La Fodze, sur la commune de Courmayeur.

## Histoire
Il a été bâti en 1952 et élargi plusieurs fois. La dernière modification remonte à 2003.

## Accès
On rejoint ce refuge aussi bien en voiture, par la route du val Vény, qu'à pied.
Le refuge Mont-Blanc fait partie du sentier de grande randonnée Tour du Mont-Blanc.

## Ascensions
- Mont Chétif - 2 343 mètres
- Col Chécrouit - 1 956 mètres
- Pré-de-Pascal - 1 912 mètres